# El final del principio
El final del principio es el nombre del primer mixtape del cantante y compositor puertorriqueño Myke Towers. Este fue publicado el 14 de marzo de 2016 a través de G Starr Entertainment. Cuenta con los sencillos «Dinero en mano», «Déjate ver» y «Alternativas».
También cuenta con sencillos promocionales como «Habitación 420» que salió el 27 de mayo de 2016 «Déjate ver» que salió el 5 de marzo de 2016 y «Contra quien sea» que salió el 29 de octubre de 2016.

## Lista de canciones
| N.º   | Título             | Productor(es)                              | Duración |  |
| 1.    | «La letra»         | Fara · Fly Twilightzone                    | 3:28     |  |
| 2.    | «Día de cobro»     | Fara · Fly Twilightzone                    | 3:24     |  |
| 3.    | «Dinero en mano»   | Fara · Fly Twilightzone · Yung Frank Lucas | 4:10     |  |
| 4.    | «Déjate ver»       | Fly Twilightzone                           | 4:42     |  |
| 5.    | «No sabe nada»     | Fly Twilightzone                           | 6:27     |  |
| 6.    | «Desahógate»       | Nely el Arma Secreta                       | 3:09     |  |
| 7.    | «Interesante»      | Fara · Fly Twilightzone                    | 5:12     |  |
| 8.    | «Alternativas»     | Nely el Arma Secreta                       | 3:25     |  |
| 9.    | «Contra quien sea» | Tainy                                      | 3:06     |  |
| 10.   | «Habitación 420»   | Fara · Fly Twilightzone                    | 4:08     |  |
| 41:16 |                    |                                            |          |  |

## Posicionamiento en listas
| Listas (2016)                        | Mejor posición |
| ------------------------------------ | -------------- |
| Estados Unidos (Latin Rhythm Albums) | 12             |